# Friedrich von Thun
Hrabě Friedrich von Thun (* 30. června 1942 Kvasice), celým jménem Friedrich Ernst Peter Paul Maria Thun-Hohenstein, pochází z rodu Thun-Hohenstein a je rakouský herec.

## Život
Narodil se jako čtvrtý nejmladší syn z pěti dětí. Po skončení druhé světové války byla rodina odsunuta z Československa do Rakouska a její majetek vyvlastněn. Ve městě Seckau ve Štýrsku navštěvoval opatské gymnázium a zde našel lásku k divadlu. Po maturitě v roce 1960 studoval v Mnichově germanistiku a divadelní vědy a bral soukromé divadelní hodiny.
V roce 1962 se ucházel o angažmá u Axela von Ambessera, který jej obsadil do menších filmových rolí. Hrál ve Kohlhiesels Töchter a Heirate mich, Cherie. Ambesser mu zajistil angažmá v divadle Münchner Kammerspiele a zde debutoval v divadelní hře Gewitter am See. Vedle malých rolí pracoval pro ORF na dokumentárních filmech o různých osobnostech. Do současnosti hrál Friedrich von Thun ve více než 100 televizních a filmových produkcích. Výraznou roli ztvárnil v česko-německém koprodukčním seriálu Náhrdelník z roku 1992.